# Stronger Than Pride
Albums de Sade
Promise
(1985) Love Deluxe
(1992)
Singles
1. Love Is Stronger Than Pride
Sortie : 21 mars 1988
2. Paradise
Sortie : 23 mai 1988
3. Nothing Can Come Between Us
Sortie : août 1988
4. Turn My Back on You
Sortie : 14 novembre 1988
5. Haunt Me
Sortie : février 1989

Stronger Than Pride est le troisième album studio de Sade, sorti chez Epic Records le 5 avril 1988 aux États-Unis et le 3 mai 1988 au Royaume-Uni.
Cinq singles ont été extraits de l'album, dont notamment Paradise qui atteint la première place du classement R&B américain et la 16e place du Billboard Hot 100 et Love Is Stronger Than Pride qui atteint le top 20 en Finlande, en Belgique et aux Pays-Bas. L'album atteint la première place des ventes en Italie et aux Pays-Bas. Il est à noter qu'une partie de l'album fut enregistré en France, aux studios Marcadet à Paris, et Miraval, à Correns. 
En septembre 2018, le site musical Pitchfork a classé l'album à la 37e place de sa liste des « 200 meilleurs albums des années 1980 ».

## Accueil critique
Robert Christgau du Village Voice déclare : « Je suis heureux que cette aristocrate autodidacte ait un côté humain, mais je préfère son image : maintenant qu'elle chante des billets-doux, elle est encore plus loin de récompenser la concentration qu'elle justifie qu'elle ne l'était auparavant. Toucher l'être aimé avec quelques vrais clichés, c'est déjà difficile. Pour le public, il faut trouver quelque chose qui ne passe pas à l'arrière-plan comme le jazz new age avec lequel elle a fait de la pop ».
Kristine McKenna du Los Angeles Times écrit dans sa critique : « Les chansons de Stronger Than Pride s'ajoutent à un long plaidoyer en faveur du désir, et à mesure que l'album monte dans les charts - comme il le fera certainement - des hommes en mal d'amour rêveront sans aucun doute de se perdre dans la tempête tranquille de la passion de Sade ».
Ron Wynn écrit pour le site AllMusic que « Sade a fait preuve d'une certaine intensité et d'une certaine fougue sur son troisième album. Qu'il s'agisse simplement d'une tentative de changer un peu de rythme ou d'une véritable nouvelle direction, elle a fait preuve de plus d'animation dans son interprétation de chansons telles que Haunt Me, Give It Up et le tube Paradise. Non pas qu'elle chante soudainement de manière soul ou blues, mais le ton sec et introspectif de Sade a maintenant un peu plus de tranchant, et les paroles sont à la fois ironiques et réfléchies. Il s'agit de son troisième album multi-platine consécutif, qui a égalé les deux millions de ventes de son premier album ».

## Liste des titres
| 1.    | Love Is Stronger Than Pride     | - Sade Adu - Andrew Hale - Stuart Matthewman | 4:16 |
| 2.    | Paradise                        | - Adu - Hale - Matthewman - Paul S. Denman   | 4:01 |
| 3.    | Nothing Can Come Between Us     | - Adu - Matthewman - Hale                    | 4:21 |
| 4.    | Haunt Me                        | - Adu - Matthewman                           | 5:48 |
| 5.    | Turn My Back on You             | - Adu - Hale - Matthewman                    | 6:05 |
| 6.    | Keep Looking                    | - Adu - Hale                                 | 5:20 |
| 7.    | Clean Heart                     | - Adu - Matthewman - Hale                    | 3:59 |
| 8.    | Give It Up                      | - Adu - Matthewman - Hale                    | 3:49 |
| 9.    | I Never Thought I'd See the Day | - Adu - Leroy Osbourne                       | 4:12 |
| 10.   | Siempre Hay Esperanza           | - Matthewman - Adu - Osbourne                | 5:16 |
| 47:07 |                                 |                                              |      |

## Crédits
Credits adaptés à partir des notes d'accompagnement de Stronger Than Pride.

### Sade
- Stuart Matthewman – guitares, saxophone
- Sade Adu – voix
- Andrew Hale – claviers
- Paul S. Denman – basse
- Sade – arrangements

### Musiciens additionnels
- Leroy Osbourne – voix
- Martin Ditcham – batterie, percussion
- James McMillan – trompette
- Jake Jacas – trombone
- Gordon Hunte – guitare (pistes 2, 8)
- Nick Ingman – arrangements des cordes (piste 4, 9)
- Gavyn Wright – solo de violon (piste 4)

### Technique
- Sade – production
- Mike Pela – ingénieur du son, co-production
- Ben Rogan – ingénieur du son, co-production
- Melanie West – ingénieur du son adjoint
- Vince McCartney – ingénieur du son adjoint
- Franck Segarra – ingénieur du son adjoint
- Olivier de Bosson – ingénieur du son adjoint
- Alain Lubrano – ingénieur du son adjoint
- Jean-Christophe Vareille – ingénieur du son adjoint
- Herb Powers Jr. – mastering aux Frankford/Wayne Mastering Labs (ville de New York)

### Pochette
- Levon Parian – photographie de pochette
- Toshi Yajima – photographie intérieure
- Graham Smith – conception

## Classements et certifications

### Classements
| Classement (1988–1989)                | Meilleure position |
| ------------------------------------- | ------------------ |
| Allemagne de l'Ouest (Media Control)  | 4                  |
| Australie (Australian Music Report)   | 11                 |
| Autriche (Ö3 Austria Top 40)          | 6                  |
| Canada (Canadian Albums)              | 9                  |
| Espagne (AFYVE)                       | 9                  |
| États-Unis (Billboard 200)            | 7                  |
| États-Unis (Contemporary Jazz Albums) | 21                 |
| États-Unis (Top Black Albums)         | 3                  |
| Europe (Eurochart Hot 100 Albums)     | 1                  |
| Finlande (Suomen virallinen lista)    | 3                  |
| France (IFOP)                         | 4                  |
| Italie (Musica e dischi)              | 1                  |
| Japon (Oricon)                        | 8                  |
| Norvège (VG-lista)                    | 7                  |
| Nouvelle-Zélande (RIANZ)              | 8                  |
| Pays-Bas (Mega Album Top 100)         | 1                  |
| Royaume-Uni (UK Albums Chart)         | 3                  |
| Suède (Sverigetopplistan)             | 2                  |
| Suisse (Schweizer Hitparade)          | 2                  |

| Classement (1988)                         | Position |
| ----------------------------------------- | -------- |
| Allemagne de l'Ouest (Offizielle Top 100) | 17       |
| Australie (Australian Music Report)       | 62       |
| Autriche (Ö3 Austria)                     | 18       |
| Canada (Top Albums/CDs)                   | 46       |
| États-Unis (Billboard 200)                | 37       |
| États-Unis (Top Black Albums)             | 26       |
| Europe (Music & Media European Albums)    | 8        |
| Pays-Bas (Album Top 100)                  | 22       |
| Royaume-Uni (Gallup)                      | 51       |
| Suisse (Schweizer Hitparade)              | 17       |

### Certifications
| Pays                                                                 | Certification | Ventes     |
| -------------------------------------------------------------------- | ------------- | ---------- |
| Allemagne (BVMI)                                                     | Or            | 250 000^   |
| Canada (CRIA)                                                        | Platine       | 100 000^   |
| Espagne (PME)                                                        | Platine       | 100 000^   |
| États-Unis (RIAA)                                                    | 3 × Platine   | 3 000 000^ |
| France (SNEP)                                                        | 2 × Platine   | 600 000*   |
| Nouvelle-Zélande (RMNZ)                                              | Or            | 7 500^     |
| Pays-Bas (NVPI)                                                      | Platine       | 100 000^   |
| Royaume-Uni (BPI)                                                    | Platine       | 300 000^   |
| Suisse (IFPI)                                                        | Platine       | 50 000^    |
| *Ventes selon la certification ^Mise en rayon selon la certification |               |            |